# Estação Méndez Álvaro

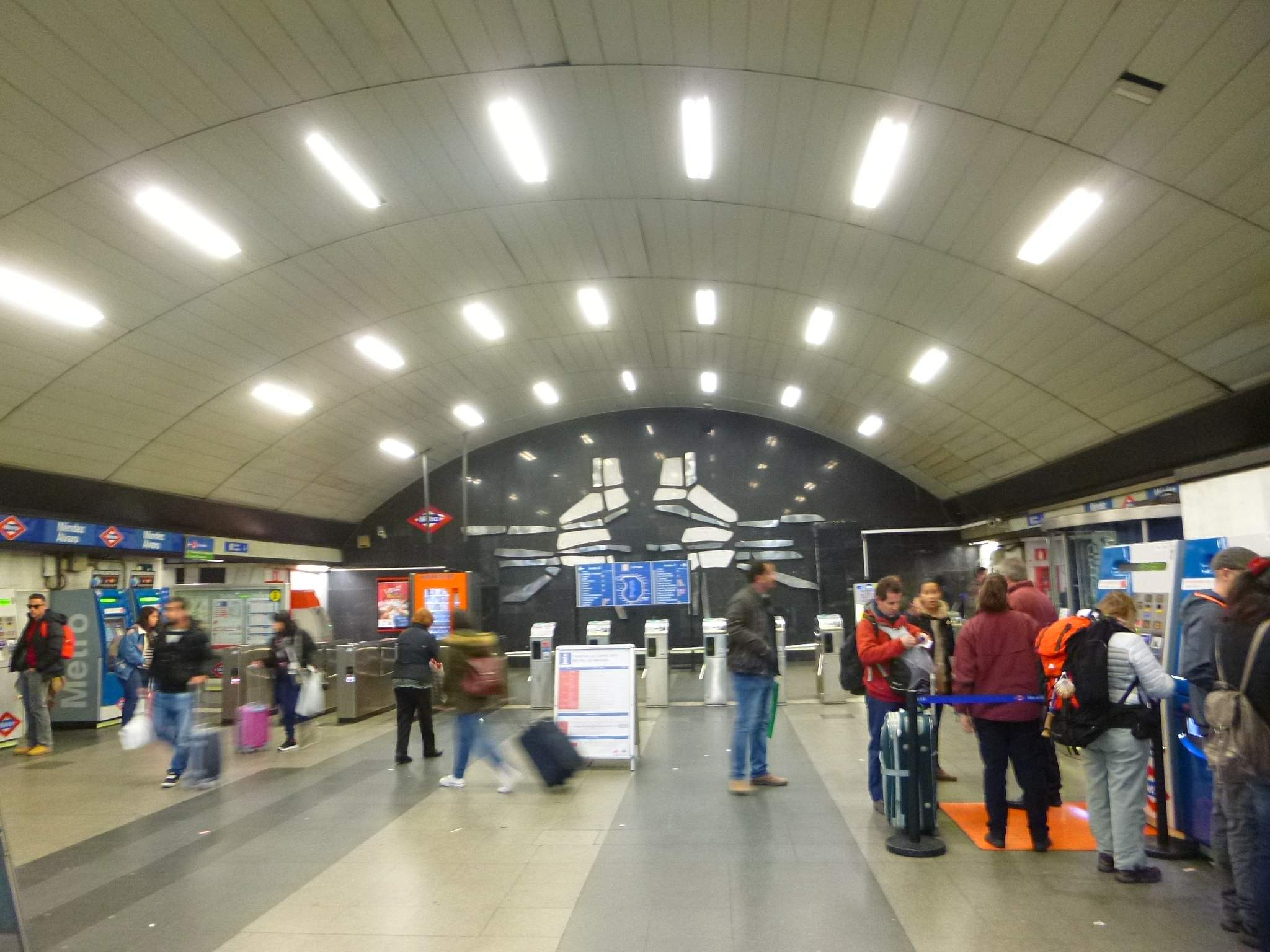
Hall de acesso.

Méndez Álvaro é uma estação da Linha 6 do Metro de Madrid.

## História
Em 7 de maio de 1981, foi aberto o trecho da Linha 6 entre as estações Pacífico e oPorto, que incluía a estação Méndez Álvaro.